# 1I/ʻOumuamua
1I/ʻOumuamua (vorher A/2017 U1 und C/2017 U1 (PANSTARRS), Aussprache [ʔoʊˈmuːəˈmuːə] ⓘ) ist das erste innerhalb des Sonnensystems beobachtete Objekt, das als interstellar klassifiziert wurde.

## Entdeckung
Das Objekt wurde am 19. Oktober 2017 durch das Pan-STARRS-Teleskop auf Hawaii von Robert Weryk entdeckt, als es schon an der Sonne vorbeigeflogen war und sich auf dem Weg zurück in den interstellaren Raum befand. Bereits fünf Tage zuvor hatte das Objekt die Erde in einer Entfernung von 24 Mio. Kilometern passiert. Zum Zeitpunkt der Entdeckung befand sich das Objekt wieder 33 Mio. Kilometer von der Erde entfernt, etwa die 85-fache Distanz des Mondes zur Erde oder ein Fünftel der Distanz der Erde zur Sonne.
Aufgrund seiner Bahneigenschaften hielt man es ursprünglich für einen Kometen. Als bei genaueren Beobachtungen keinerlei Schweif oder Koma beobachtet wurde, klassifizierte man das Objekt etwa eine Woche später als Asteroiden. Ende Juni 2018 wurde ʻOumuamua nach der genauen Analyse seiner Flugbahn, die auf einen Masseverlust schließen ließ, erneut als Komet eingestuft.

## Flugbahn

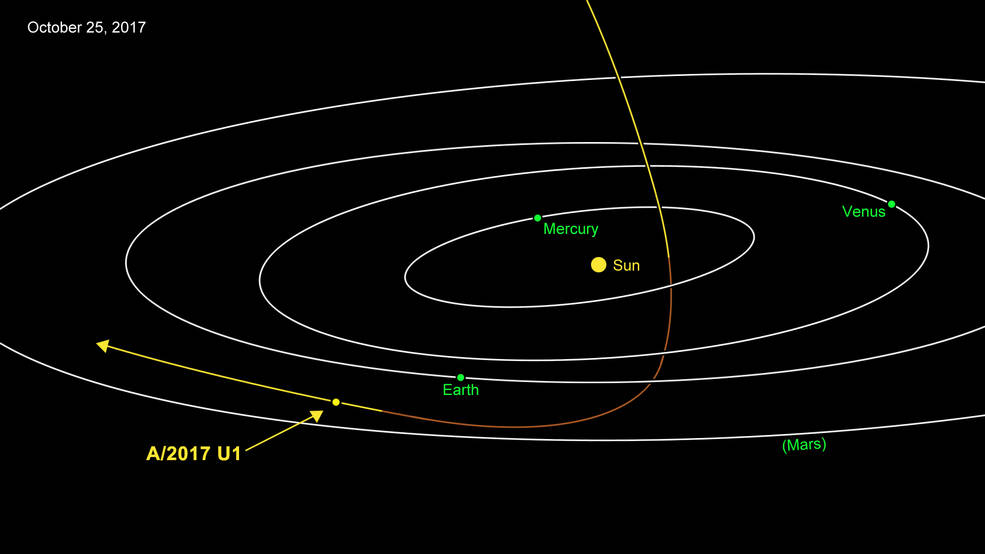
Die Bahn von A/2017 U1 im inneren Sonnensystem

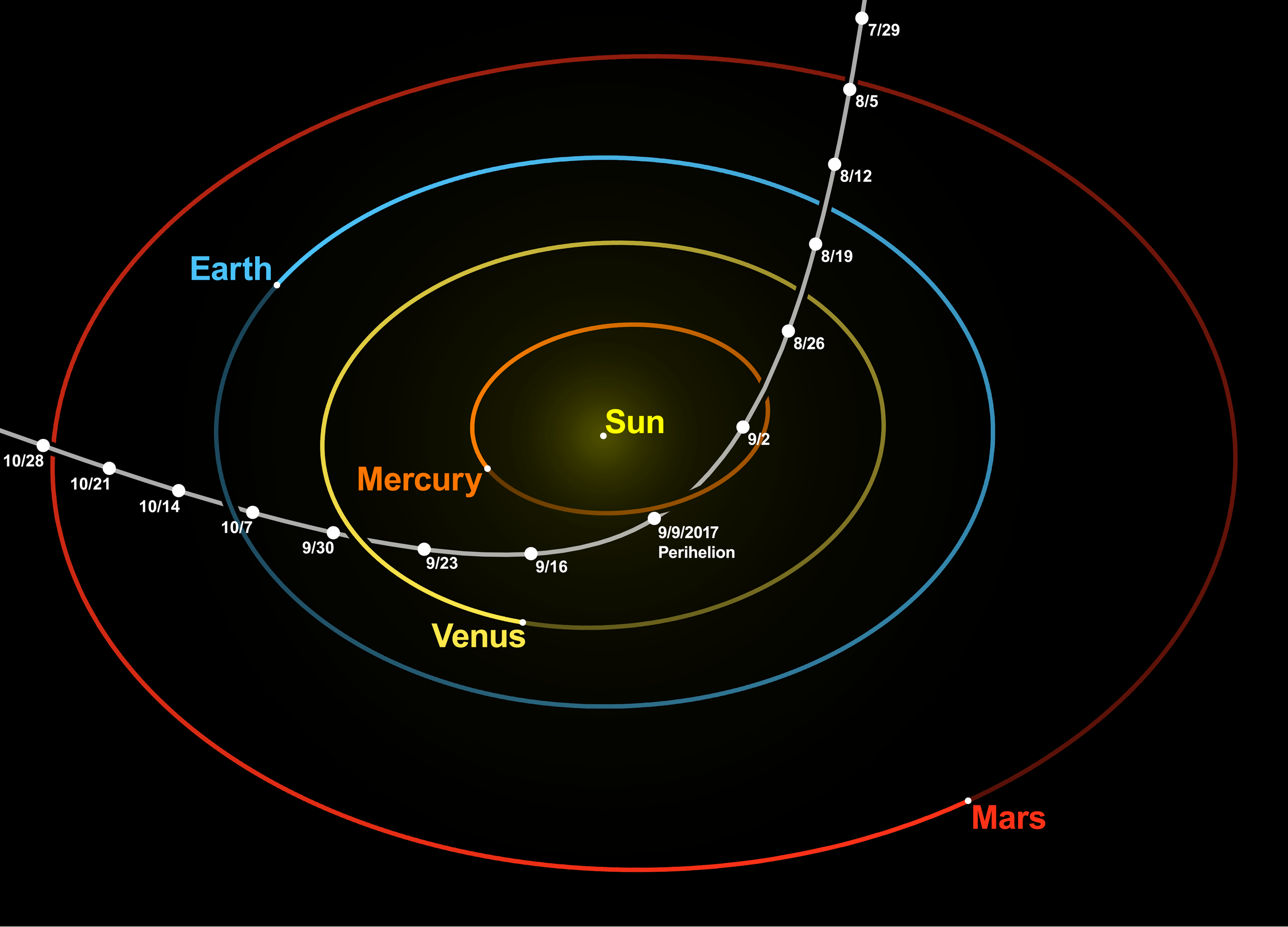
Das Zeitfenster der Annäherung ʻOumuamuas an die Sonne

‘Oumuamua flog nahezu senkrecht zu den Bahnebenen der Planeten in das Sonnensystem ein. Am 2. September 2017 durchquerte er zwischen Sonne und Merkur die Ekliptikebene. Rückrechnungen ergaben eine Herkunftsrichtung aus dem Sternbild Leier, nicht weit entfernt von dessen Hauptstern Wega. Hierbei ist aber zu beachten, dass sich Wega infolge ihrer Eigenbewegung vor etwa 300.000 Jahren nicht dort befand, wo sie sich jetzt befindet. Relativ zum lokalen Ruhesystem fliegt die Sonne mit etwa 20 km/s in Richtung Sonnenapex. Der Sonnenapex ist auch die ungefähre Richtung, aus der ihr ‘Oumuamua mit etwa 6 km/s entgegenkam, was sich zu einer Geschwindigkeit von etwa 26 km/s addierte.
‘Oumuamua bewegte sich auf einer hyperbolischen Bahn mit einer Bahnexzentrizität von e ≈ 1,2 an der Sonne vorbei. Am 9. September 2017 durchlief das Objekt den sonnennächsten Punkt mit einer höchsten Geschwindigkeit von 87,3 Kilometern pro Sekunde und einem geringsten Abstand von 37,6 Millionen Kilometern zur Sonne.
Am 14. Oktober 2017 flog ‘Oumuamua in einem geringsten Abstand von etwa 24 Millionen Kilometern an der Erde vorbei, etwa dem 60-fachen des Abstands von Erde und Mond. Das Objekt bewegte sich jetzt mit langsam abnehmender Geschwindigkeit in Richtung Sternbild Pegasus und wird das Sonnensystem auf seiner Bahn wieder verlassen.
Bei weiteren Beobachtungen der Flugbahn des Objektes durch verschiedene erdgebundene Teleskope sowie durch das Hubble-Weltraumteleskop konnte eine Bahnablenkung beobachtet werden. Die Abbremsung des Körpers bei seinem Entfernen von der Sonne fand um eine Winzigkeit weniger stark statt als es unter dem reinen Einfluss der Gravitation der Fall sein müsste. Als mögliche Ursache der zusätzlichen Beschleunigung wurde das Ausgasen flüchtiger Bestandteile aufgrund der Sonnennähe genannt. Roman Rafikov hielt dem entgegen, dass ein Ausgasen wahrscheinlich zu einer erheblichen Änderung der Rotation geführt hätte, die aber nicht festzustellen gewesen sei.

## Physikalische Eigenschaften

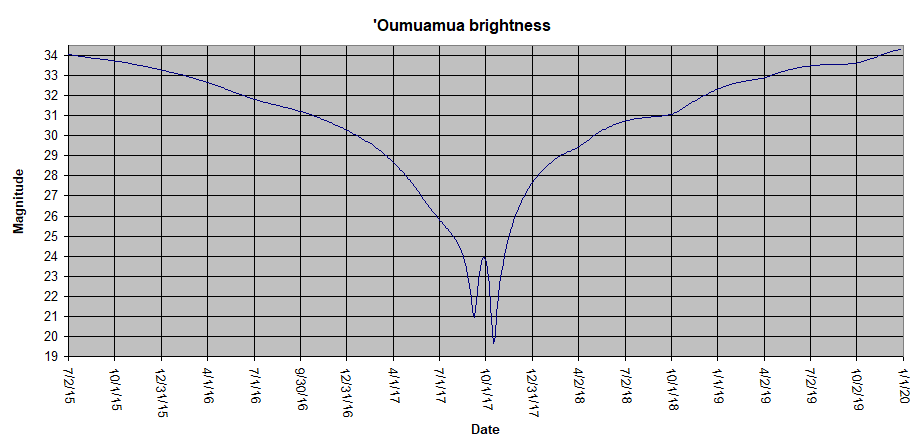
Die scheinbare Helligkeit (Magnitude) von ʻOumuamua zwischen 2015 und 2020

Zur näheren Bestimmung wurde ʻOumuamua mit mehreren Teleskopen beobachtet, darunter Pan-STARRS1, das Canada-France-Hawaii Telescope, das Gemini-South-Observatorium, das Very Large Telescope, das United Kingdom Infrared Telescope und das Keck-Observatorium.
Die außergewöhnlich starken Helligkeitsschwankungen mit Perioden von 6,9 bis 8,3 Stunden lassen auf ein zigarrenförmiges Objekt schließen, mit einem Achsenverhältnis von mehr als 5:1 für die beiden größten Achsen. In einer Auswertung aller verfügbaren photometrischen Beobachtungsdaten konnte keine Rotationsperiode gefunden werden, die die beobachteten Helligkeitsschwankungen ausreichend erklären kann. ʻOumuamua rotiert also wahrscheinlich nicht um eine seiner Hauptachsen, sondern bewegt sich taumelnd durchs All. Wahrscheinlich verließ er bereits in diesem Zustand sein ursprüngliches Planetensystem. Eine Dämpfung der unregelmäßigen Rotation durch innere Reibung wird mindestens eine Milliarde Jahre benötigen, möglicherweise auch erheblich länger. Die ungewöhnliche Form nährte Spekulationen, es könne sich um ein außerirdisches Raumschiff handeln.
Es konnte keinerlei Staub in der Nähe des Objektes gefunden werden, woraus geschlossen wird, dass ʻOumuamua kein Wasser enthält und aus Gestein oder Metall besteht. Da seine Oberfläche mutmaßlich durch den Milliarden Jahre lang andauernden Beschuss mit kosmischer Strahlung dunkel geworden ist, geht man von einer niedrigen Albedo aus. Bei einem für inaktive Asteroiden typischen Wert von 0,04 ergibt sich ein mittlerer Radius von (102 ± 4) m. Eine genaue Abschätzung der Größe ist schwierig und abhängig von verschiedenen Annahmen. Je nach angenommener Albedo, innerer Zugfestigkeit, Rotationsachse und Dichte ergeben sich verschiedene Abmessungen.
Man maß folgende Variation der Helligkeit:

Variation der Helligkeit von ʻOumuamua, beobachtet an drei Tagen im Oktober 2017. Der große Schwankungsbereich ist mit einer sehr länglichen Form und einer taumelnden Drehbewegung zu erklären. Die verschiedenfarbigen Punkte stellen Messungen durch verschiedene Filter im sichtbaren und nahinfraroten Teil des Lichtspektrums dar. Die gestrichelte Linie zeigt die für ein Ellipsoid mit einem Achsenverhältnis von 1:1:10 erwartete Lichtkurve. Abweichungen von dieser Linie deuten auf eine unregelmäßige Form oder Albedo des Objekts hin.

Nimmt man als Form vereinfacht ein Ellipsoid an, ergeben sich folgende Möglichkeiten:
- Im Fall, dass ‘Oumuamua um seine kürzeste Achse rotiert, muss er durch eine innere Zugspannung zusammengehalten werden. Ein Rubble Pile oder ein Doppelasteroid wären damit ausgeschlossen. Nimmt man für die Albedo einen Wert von 0,04 an, ergeben sich daraus die Abmessungen 800 m × 80 m × 80 m, bei einem Wert von 0,2 wären es 360 m × 36 m × 36 m.[1]
- Für den Fall, dass ‘Oumuamua um seine längste Achse rotiert (eine Rotation um die mittlere Achse wäre instabil), könnte er bei einer Dichte von mehr als 1500 kg/m³ nur durch seine eigene Gravitation zusammengehalten werden. Für eine Albedo von 0,04 ergeben sich damit Abmessungen von etwa 360 m × 180 m × 18 m, bei einem Wert von 0,2 wären es 160 m × 80 m × 8 m.[1]

Seine Oberfläche ist rötlich gefärbt, so wie die Oberfläche von Kometen, D-Typ-Asteroiden und anderen Objekten des äußeren Sonnensystems. Die Farbe wird auf das Vorhandensein von organischen Stoffen zurückgeführt. Farbveränderungen in den beobachteten Lichtkurven lassen auf eine variierende Oberflächenbeschaffenheit mit einer überwiegend farblich neutralen Region und einem großen roten Gebiet schließen.
Im November 2018 kamen Shmuel Bialy und Avi Loeb zum Schluss, dass die beobachtete nichtgravitative Bahnabweichung ohne beobachtbare Staubentwicklung gut durch ein extrem dünnes Objekt (ca. 0,3 – 0,9 mm) von großer Fläche erklärt werden kann, das vom Strahlungsdruck des Sonnenlichts von seinem Kurs abgedrängt wird. Sie spekulierten, dass es sich um ein Sonnensegel handeln könnte, welches von einer außerirdischen Zivilisation stammt.
Im Mai 2020 wurde eine Studie veröffentlicht, die vorschlug, dass das Objekt aus gefrorenem Wasserstoff bestehen könnte. Im August 2020 berichteten Wissenschaftler, dass dies wahrscheinlich nicht der Fall sei. Im Frühjahr 2021 wurde vorgeschlagen, dass ʻOumuamua ein Fragment aus Stickstoffeis eines Exoplaneten ähnlich dem Pluto sein könnte und möglicherweise vor ca. 0,5 Mrd. Jahren durch einen Einschlag in einem jungen Sternsystem ausgestoßen wurde.

## Herkunft

Animierte Flugbahn von ʻOumuamua

Die genaue Herkunft des interstellaren Objekts kann bisher nicht bestimmt werden, zumal seine Flugbahn nichtgravitative Einflüsse zeigt.
Gemäß einer Veröffentlichung unmittelbar nach der Entdeckung konnte anhand der Bahndaten ʻOumuamuas vor der Begegnung mit der Sonne mit großer Wahrscheinlichkeit ausgeschlossen werden, dass das interstellare Objekt von einem der Sternsysteme näher als 11 Lichtjahre oder vom Luhman-16-System kommt. Wenn man aus den Bewegungsvektoren von 1481 Sternen in einer Distanz bis 25 Parsec aus dem erweiterten Hipparcos-Katalog XHIP einen Median bildet, erhält man eine Abschätzung der mittleren Bewegung der Sterne in der Umgebung der Sonne, dem lokalen Ruhesystem (LSR). Die Bewegung ʻOumuamuas vor der Begegnung mit der Sonne kommt diesem Medianvektor des LSR sehr nahe. Besonders nahe ist sie der mittleren Bewegung einer Gruppe relativ naher Roter Zwerge. Verglichen mit dem lokalen Ruhesystem gibt es keine nennenswerte Bewegung in radialer oder vertikaler Richtung bezogen auf die Milchstraße.
Der Leiter des astronomischen Instituts der Harvard-Universität, Avi Loeb, mutmaßt, dass es sich bei dem Objekt um eine aktive Raumsonde handeln könnte. In einer im Juli 2019 in der Fachzeitschrift Nature publizierten Übersichtsarbeit kommt das ‘Oumuamua-Team des International Space Science Institute (ISSI) zum Schluss, dass jede Frage zu ‘Oumuamua beantwortet werden könne, indem angenommen wird, dass ‘Oumuamua ein natürliches Objekt ist. Behauptungen, dass ‘Oumuamua ein künstliches Objekt ist, seien nicht gerechtfertigt, wenn „die breite Masse des aktuellen Wissens über kleinere Körper des Sonnensystems und die Planetenbildung“ berücksichtigt werde.
Zwei Studien gehen davon aus, dass es sich bei ʻOumuamua um ein Bruchstück von einem dem Pluto ähnlichen Exoplaneten handele. Die Astronomen gehen davon aus, dass Oumuamua aus gefrorenem Stickstoff (N2) besteht. Die äußeren Schichten des Stickstoffeises seien aber geschmolzen. Durch die Bewegung im All habe er so den Großteil seiner Masse verloren und nach und nach eine flache Form angenommen.
2021 publizierte Loeb ein auch für astronomische Laien lesbares Buch über die Argumente, die für und gegen seine Hypothese eines künstlichen, nicht von Menschen hergestellten, interstellaren Flug-Objektes, einem Sonnensegel, sprechen.

## Benennung
Am 6. November 2017 bestätigte das Minor Planet Center die neue Bezeichnung 1I/ʻOumuamua. Dies ist eine für dieses Objekt neu eingeführte Klassifizierung in der Nomenklatur der Asteroiden und Kometen. Die Bezeichnung 1I weist auf das erste massive interstellare Objekt hin. Zuvor war lediglich interstellarer Staub von der Raumsonde Ulysses nachgewiesen worden. Demzufolge steht der große Buchstabe „I“ als zweites Zeichen im Namen  also für interstellares Objekt. Die führende Zahl 1 davor zählt das Objekt als erstgefundenes der genannten Kategorie. Laut Minor Planet Center sind auch die Bezeichnungen 1I, 1I/2017 U1 und 1I/2017 U1 (ʻOumuamua) korrekt. ʻOumuamua bedeutet im Hawaiischen entweder „Anführer“ wie in einer Schlacht oder bei anderen Aktivitäten oder „Späher“. Dies solle auf seine Eigenschaft als „Bote“ aus einer fernen Vergangenheit anspielen. Vorher war das Objekt im Schema der bisherigen Benennung vorläufig als A/2017 U1 bzw., als es zunächst für einen Kometen gehalten wurde, als C/2017 U1 (PANSTARRS) bezeichnet worden. Die in einem Zeitschriftenartikel geäußerte Idee, das Objekt nach dem außerirdischen Raumschiff Rama aus dem Roman Rendezvous mit 31/439 (Originaltitel: Rendezvous with Rama) von Arthur C. Clarke zu benennen, wurde nicht weiter verfolgt.

## Suche nach Radiosignalen künstlichen Ursprungs

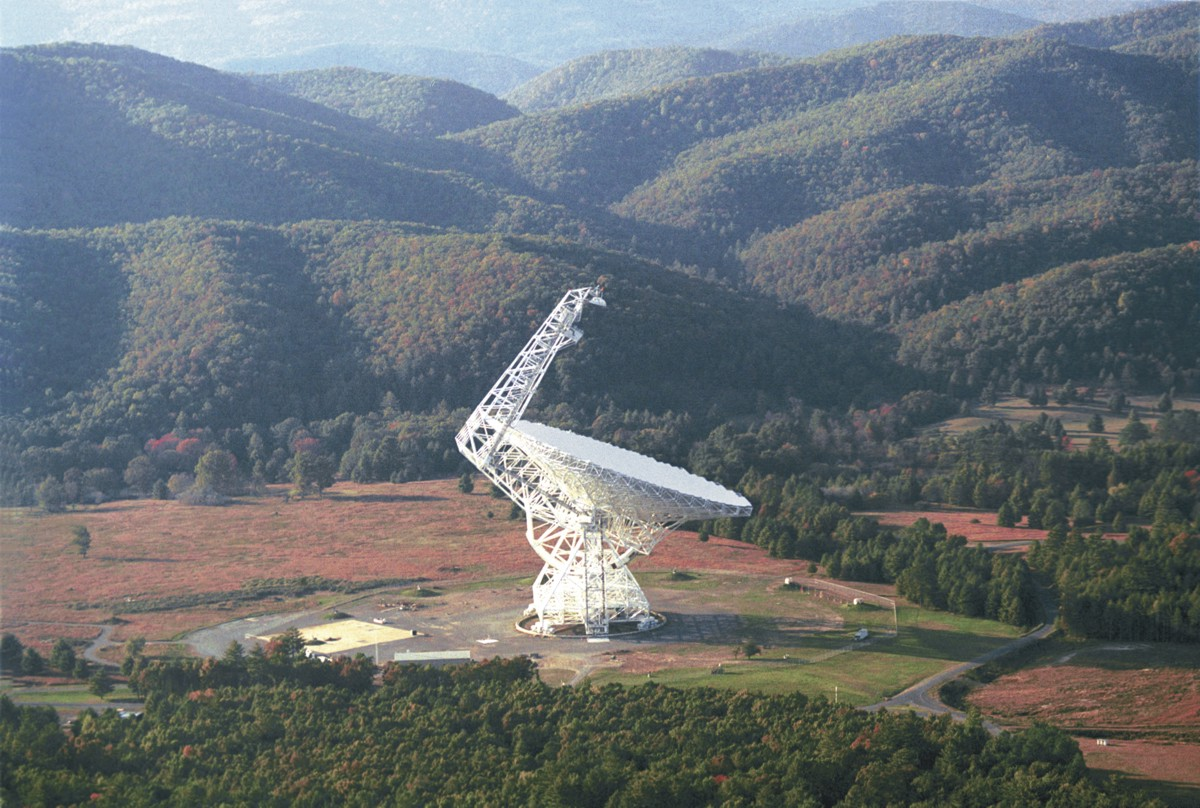
Das Green-Bank-Teleskop

Mitte Dezember 2017 wurde im Rahmen des Forschungsprojektes Breakthrough Listen das Radioteleskop am Green-Bank-Observatorium im US-Bundesstaat West Virginia auf ʻOumuamua gerichtet, um mögliche Signale künstlichen Ursprungs von ‘Oumuamua zu empfangen. Dass tatsächlich Signale von Außerirdischen empfangen werden, gilt zwar als äußerst unwahrscheinlich, aufgrund der bisher einmaligen Gelegenheit seien die Messungen aber einen Versuch wert gewesen. In vier Beobachtungsblöcken zu je zwei Stunden im L-, S-, C- und X-Band wurden über zwei Wochen hinweg Daten gesammelt. Dabei wurden weder Hinweise auf künstliche Signale noch auf eine Kometenkoma gefunden.
SETI hatte schon eine ähnliche Untersuchung mit dem Allen Telescope Array in Kalifornien durchgeführt, war aber nicht fündig geworden.

## Erreichbarkeit
Wegen der hohen hyperbolischen Exzessgeschwindigkeit von etwa 26,3 km/s ist ʻOumuamua schwer für Raumfahrzeuge erreichbar. Das Raumfahrzeug mit der derzeit höchsten hyperbolischen Exzessgeschwindigkeit ist Voyager 1 mit ca. 16,6 km/s. Zwei Studien der britischen Initiative for Interstellar Studies kamen zum Ergebnis, dass Missionen zu ʻOumuamua mit heutigen Technologien in einem Startzeitfenster von 2021 bis nach 2047 möglich seien. Ein Missionskonzept geht von einem kombinierten Jupiter-Flyby und Sonnen-Oberth-Manöver aus. Das Jupiter-Flyby-Manöver würde die Sonde demnach auf eine Trajektorie in Richtung der Sonne bringen. Im Perihel würde ein Feststoffmotor gezündet, der die Sonde aus dem Sonnensystem herauskatapultiert. Die Berechnungen ergaben, dass mit diesem Manöver ʻOumuamua innerhalb von 16 bis 17 Jahren nach Start erreicht werden könne. Hierzu würden eine leistungsfähige Trägerrakete (Falcon Heavy, Space Launch System), Feststoffmotoren und ein Hitzeschild ähnlich dem der Parker Solar Probe benötigt. Die Machbarkeit einer solchen Kombination von Manövern mit heutigen Technologien wurde zuvor bereits von einer Studie des Keck Institute of Space Studies am California Institute of Technology untersucht. Eine ältere Studie von Forschern der Yale University war bereits zum Ergebnis gekommen, dass Objekte auf ähnlichen Bahnen wie ʻOumuamua mit heutigen Technologien erreichbar seien. Im Mai 2020 wurde ein Vorschlag für eine Slingshot Lichtsegel-Sonde zu ʻOumuamua von der NASA zur weiteren Forschung ausgewählt.

## Andere Objekte auf hyperbolischen Bahnen
Der im August 2019 entdeckte Komet 2I/Borisov hat eine Bahnexzentrizität von 3,4 und ist das zweite im Sonnensystem beobachtete interstellare Objekt. Das dritte Interstellare Objekt ist der am 1. Juli 2025 entdeckte Komet 3I/ATLAS.
Man kennt auch einige Kometen des Sonnensystems, deren Bahnexzentrizitäten größer als 1,0 sind, beispielsweise den Kometen C/1980 E1 (Bowell), der eine Bahnexzentrizität von 1,0577 aufweist. Dieser Komet gelangte aus der Oort’schen Wolke in das Innere unseres Sonnensystems. Dabei wurde seine Bahn während seiner nahen Jupiter-Passage auf eine hyperbolische Bahn abgelenkt. Die Raumsonden Pioneer 10, Pioneer 11, Voyager 1, Voyager 2 und New Horizons befinden sich ebenfalls auf hyperbolischen Bahnen. Die Sonden erreichten beim Start nicht die dritte kosmische Geschwindigkeit ({\displaystyle v_{3}}), sondern verdanken ihre zum Verlassen des Sonnensystems hinreichenden Geschwindigkeiten jeweils Swing-by-Manövern an Jupiter und Saturn.